# Francisco José Urrutia

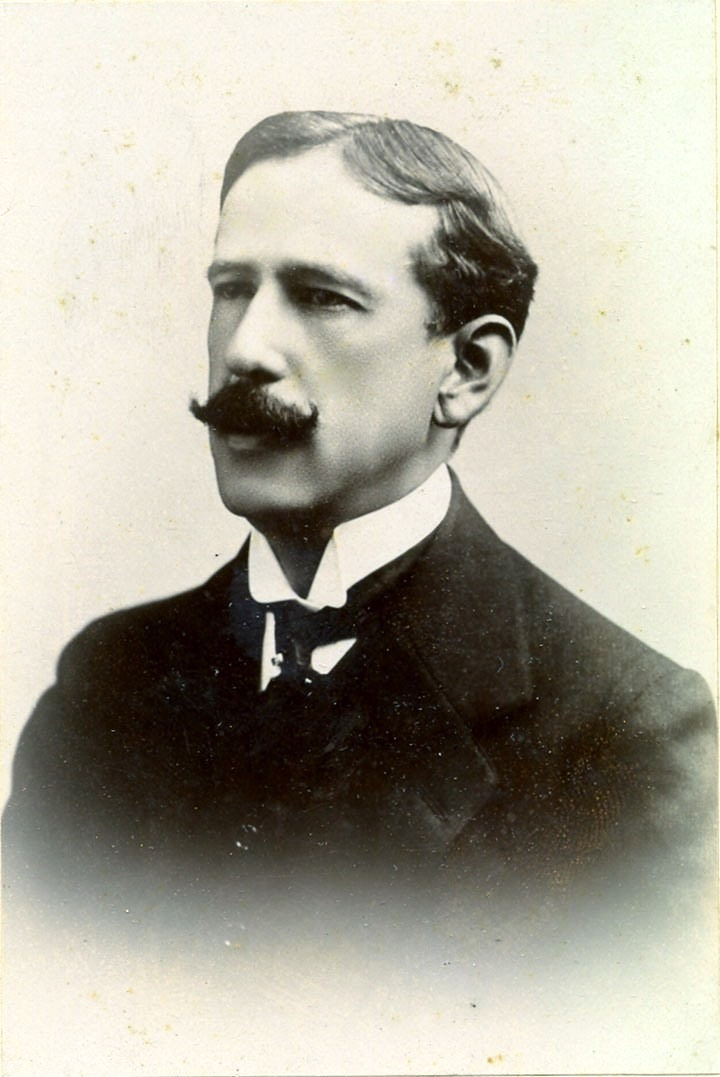
Francisco José Urrutia Olano

Francisco José Urrutia Olano (* 12. April 1870 in Popayán; † 6. August 1950 in Bogotá) war ein kolumbianischer Jurist, Diplomat und Politiker. Er fungierte in den Jahren 1908/1909 und 1913/1914 als Außenminister seines Heimatlandes sowie von 1931 bis 1945 als Richter am Ständigen Internationalen Gerichtshof. Bei der Lösung internationaler Konflikte praktizierte er einen durch Sorgfalt und eine detaillierte Untersuchung juristischer Fragen geprägten akademischen Ansatz. Darüber hinaus galt er als Vertreter einer als l’esprit de Genève (Geist von Genf) bezeichneten und durch eine internationalistische und humanitäre Einstellung sowie eine positive Haltung zum Völkerbund gekennzeichneten Sichtweise.

## Leben
Francisco José Urrutia wurde 1870 in Popayán geboren und trat nach einem Studium der Rechts- und Politikwissenschaften an der Universidad de Quito, das er 1893 mit dem Doktorat abschloss, in den diplomatischen Dienst seines Heimatlandes ein. Ab 1900 fungierte er als Legationssekretär, ab 1906 als Staatssekretär für auswärtige Angelegenheiten und in den Jahren 1908/1909 als kolumbianischer Außenminister. Im Jahr 1911 folgte seine Wahl in das Repräsentantenhaus des kolumbianischen Kongresses, ein Jahr später wurde er Gesandter Kolumbiens in Brasilien. Nach seiner Rückkehr übernahm er 1913/1914 erneut das Amt des Außenministers. Ein Jahr danach wurde er zum Senator ernannt und 1918 Präsident des Senats. Im gleichen Jahr erfolgte seine Akkreditierung zum Gesandten seines Heimatlandes in Spanien und der Schweiz.
Nach dem Ende des Ersten Weltkrieges vertrat er Kolumbien zwischen 1920 und 1930 bei allen Sitzungen der Versammlung und zwischen 1926 und 1928 auch im Rat des neugegründeten Völkerbundes. Im Mai und Juni 1928 leitete er die Sitzung des Völkerbundrates. Darüber hinaus nahm er als Delegierter seines Heimatlandes an verschiedenen internationalen Konferenzen teil. Ab 1927 gehörte er dem Ständigen Schiedshof in Den Haag an. Ein Jahr später unterrichtete er als Dozent an der Haager Akademie für Völkerrecht.
Am 25. September 1930 wurde er zum Richter am Ständigen Internationalen Gerichtshof gewählt. Er fungierte ab Anfang 1931 am Gerichtshof und blieb, da die für 1939 vorgesehenen Richterwahlen auf Grund des Kriegsbeginns nicht stattfanden, wie die anderen zu diesem Zeitpunkt amtierenden Richter über das turnusmäßige Ende seiner Amtszeit hinaus im Amt. Im Januar 1942 tat er sich aus Alters- und Gesundheitsgründen zurück.
Ab 1921 gehörte Francisco José Urrutia dem Institut de Droit international an. Er war ab 1909 verheiratet sowie Vater von zwei Söhnen und zwei Töchtern. Seine Frau Elena Holguín Arboleda war unter anderem als Präsidentin des Kolumbianischen Roten Kreuzes tätig, sein Sohn Francisco José Urrutia Holguín wurde ebenfalls Diplomat und fungierte von 1953 bis 1957 als ständiger Vertreter seines Heimatlandes bei den Vereinten Nationen sowie in einem Fall als Ad-hoc-Richter am Internationalen Gerichtshof in Den Haag. Francisco José Urrutia starb 1950 in Bogotá.

## Werke (Auswahl)
- Páginas de historia diplomática de Estados Unidos de América y las Repúblicas hispanoamericanas de 1810 a 1830. Bogotá 1917
- La evolución del principio de arbitraje en América. Madrid 1920
- La Corte permanente de justicia internacional. Bogotá 1934
- Política internacional de la Gran Colombia. Bogotá 1941